# Dīmītrios Koutsoumpas
Dīmītrios Apostolou Koutsoumpas (IPA: [ðiˈmitɾios kuˈt͡sumbas]) (in greco Δημήτριος Αποστόλου Κουτσούμπας?; Lamia, 10 agosto 1955) è un politico greco, attuale segretario generale del Partito Comunista di Grecia, in carica dal 14 aprile 2013, e membro del Parlamento Ellenico.

## Biografia
Dīmītrios Koutsoumpas nacque a Lamia nel 1955. Suo padre, Apostolīs Koutsoumpas, membro del Partito Comunista di Grecia, era stato esiliato per 8 anni per ragioni politiche. Nel 1973, dopo aver terminato gli studi liceali, si trasferì ad Atene e si iscrisse a Giurisprudenza presso l'Università Nazionale Capodistriana di Atene come studente-lavoratore, dovendo pagarsi i propri studi.
Al suo arrivo ad Atene entra in contatto con la Gioventù Comunista di Grecia, allora clandestina, e partecipa agli eventi della rivolta del Politecnico di Atene contro la dittatura dei colonnelli del novembre 1973. Iscrittosi al Partito Comunista nel 1974, fu delegato al 1º congresso della Gioventù Comunista nel 1976.
Nel 1987, durante il 12º congresso del Partito Comunista di Grecia, viene eletto membro del comitato centrale. Nel 1991 Koutsoumpas fu tra i membri del partito che si opposero alla frazione interna che diede poi origine a Synaspismos.
Durante il 16º congresso del 1996, Koutsoumpas fu eletto membro dell'ufficio politico del partito e direttore del Rizospastīs. Il 14 aprile 2013, durante il 19º congresso, viene eletto segretario generale, succedendo ad Aleka Paparīga.